# For
 For alternative betydninger, se For (flertydig). (Se også artikler, som begynder med For)
For (uofficielt også fór, foer) er inden for tekstilbranchen et stykke stof der er syet fast indvendigt i en beklædningsgenstand som beskyttende eller varmende betræk.
- For
- En kvartforet jakke
- Pelsforet modelfrakke 1930